# 七株橡樹之戰
七株橡樹之戰或稱七株橡樹大屠殺（Battle of Seven Oaks、la Victoire de la Grenouillière、Victory of Frog Plain，也稱為the Seven Oaks Massacre）是發生在1816年的北美洲，由西北公司對哈得遜灣公司的雷德河移民區所進行的攻擊及破壞。

## 事件經過
1816年6月西北公司僱員卡斯伯特·格蘭特率領一群梅蒂人（約60人）破壞掠搶了哈得遜灣公司在阿西尼博因河邊緣上的一些貿易站。然後在加拿大道格拉斯堡的哈得遜灣公司貿易站附近，一個稱為「七株橡樹」的地方停留。
6月19日，哈得遜灣公司的北美地區總管羅伯特·森普爾帶領約25名士兵及白人移民前去談判。據說羅伯特·森普爾一方先開火，結果羅伯特·森普爾與其下屬19人被打死，卡斯伯特·格蘭特方只死1人。
以後幾天內混血人威脅白人移民離開，否則將展開大屠殺。
1. 1 2 3 4